# Îles Turques-et-Caïques
Les îles Turques-et-Caïques ou îles Turks-et-Caïcos,, en anglais : Turks and Caicos Islands et TCI en abrégé, sont un territoire britannique d'outre-mer des Caraïbes situé au sud-est des Bahamas, au nord-est de Cuba et au nord d'Haïti. Elles sont composées d'un chapelet de soixante-seize îles d'une superficie totale terrestre de 616,3 km2 (à marée haute) et de 948 km2(à marée basse), réparties en deux archipels : les îles Turques et les îles Caïques qui font elles-mêmes partie des îles Lucayes avec les Bahamas.

## Histoire
Habitées par les Arawaks puis par les Kalinago, les îles Turques et les îles Caïques furent conquises en 1512 par l'Espagnol Juan Ponce de León. Les Espagnols pratiquèrent la traite des esclaves sur les populations Taínos et Lucayene en les exploitant comme ouvriers dans le système encomienda pour remplacer la population indigène, en grande partie épuisée, de l'île d’Hispaniola,. Par suite de cette déportation et de l’introduction de maladies auxquelles les autochtones n’avaient pas d’immunité, les îles Bahamas du sud et les îles Turques-et-Caïques furent complètement dépeuplées vers 1513, et le restèrent jusqu’au XVIIe siècle,.
Pendant les XVIe, XVIIe et XVIIIe siècles, les îles changèrent régulièrement de possession, passant de l'Espagne à la France puis à l'Angleterre, sans qu'aucune de ces puissances ne tente vraiment de coloniser ces îles.
Entre le début des années 1600 et le milieu des années 1700, la piraterie était à un niveau élevé dans le Nouveau Monde, en particulier dans les Antilles, et les Îles Turques-et-Caïques étaient un point névralgique pour cette activité. Beaucoup de pirates bien connus, comme les Anglais Jack “Calico” Rackham, Anne Bonny, Mary Read et les Français François l'Olonnais et Jean Thomas Dulaien y avaient installé leurs bases. Les innombrables petites criques et anses étaient d’excellentes cachettes pour dissimuler leurs navires dans l'attente d’une proie. La petite île de Parrot Cay, située entre Providenciales et North Caicos, était autrefois connue sous le nom de Pirate Key, en raison des boucaniers qui y vivaient.
La colonisation des îles commence réellement en 1681, quand les collecteurs de sel de la colonie anglaise des îles Bermudes, installent le premier établissement permanent sur l'île de Grand Turk. Ils ont été attirés par les eaux peu profondes autour des îles, ce qui rend l'extraction du sel plus facile qu'aux Bermudes. La majeure partie du sel extrait des Îles Turques-et-Caïques est envoyée à Terre-Neuve pour la conservation de la morue. Leur arrivée établit durablement la présence anglaise dans l'archipel.
L'industrie agricole prend naissance vers la fin des années 1780 après que quarante familles loyalistes britanniques, chassées par la révolution américaine, principalement de Géorgie et de Caroline du Sud s'y installent. De grandes concessions leur sont accordées par le gouvernement du royaume de Grande-Bretagne pour compenser les terres perdues des colonies américaines. Dès lors, les colons y importent des milliers d'esclaves d'Afrique afin de pratiquer la culture du coton.
Au printemps 1783, dans les derniers mois de la guerre d'indépendance des États-Unis, une force française de 400 hommes capture l'île de Grand Turk. Une tentative britannique pour reprendre le contrôle de l'île échoue. L'île est finalement rétrocédée à la Grande-Bretagne après la signature du Traité de Paris, qui est formellement ratifié plus tard en 1783.
Les îles sont ensuite rattachées officiellement aux Bahamas jusqu'en 1848, puis à la Jamaïque jusqu'en 1962, puis de nouveau aux Bahamas jusqu'en 1973, date à laquelle les Bahamas accédèrent à l'indépendance et les Îles Turques-et-Caïques devinrent dès lors un territoire britannique d'outre-mer à part entière.

### Annexion éventuelle au Canada
En 1917, le Premier ministre du Canada, Robert Laird Borden, est le premier à émettre l'idée d'annexion des îles (en). Selon lui, les deux archipels seraient logiquement, originellement, et historiquement, plutôt destinés à rejoindre l'État des Bahamas, mais la population, ainsi que la classe politique[réf. nécessaire], souhaite favoriser des liens avec le Canada, un pays pourtant plus éloigné, et qui n'est pas dans l'espace caribéen.
En 1974, à la demande des insulaires turques, un député canadien dépose à la Chambre des communes un amendement en ce sens. Les dirigeants de l'archipel entament des discussions avec le gouvernement du Canada dans le but d'une intégration du territoire au sein de la Confédération canadienne en tant que onzième province, ce qui pose un problème à l'archipel car cela nécessiterait une modification constitutionnelle. Or, cette dernière constituerait un projet extrêmement difficile et risqué au Canada du fait que la constitution du pays a été adoptée à l'insu de la province de Québec, qui n'y a par conséquent jamais consenti. En 1986, 90 % de la population des Îles Turques-et-Caïques votent en faveur du rattachement au Canada[réf. nécessaire].
En 2004, la province canadienne de Nouvelle-Écosse invite l'archipel à rejoindre la province dans l'éventualité où le reste du pays accepterait de l'annexer.
En 2014, le ministre des Affaires étrangères du Canada, John Baird, affirme que son gouvernement n'est pas intéressé par l'annexion des îles. Cependant, le député canadien Peter Goldring continue à faire pression tandis que le Premier ministre des îles Rufus Ewing maintient sa position de vouloir raffermir les liens entre son territoire et le Canada[réf. nécessaire].

## Toponymie
Il semble que le nom des îles Turques provienne de l'anglais Turk’s head (le cactus melocactus « tête de Turc » dont le céphalium rouge ressemble au fez, le couvre-chef porté par les Turcs à l'époque de l’Empire ottoman) et celui des îles Caïques de l'arawak kayahik (« collier d'îles »), ou que le terme Caicos provienne du français caïques, peut-être influencé par l'espagnol cayos, les deux termes servant à désigner les « cayes » ou « keys », ces îlots et récifs nombreux sur le plateau sous-marin peu profond de l'archipel, semblables aux Keys du sud de la Floride et au large des côtes de Cuba ainsi que dans les îles Grenadines, à moins que ne soit vraie la légende qui l'attribue à un colon originaire de la communauté chrétienne de l'Empire turc du nom de Bernardo Kaïkos.
Quant à l'île de Providenciales, située dans les Îles Caiques, son nom donné par l'Espagnol Juan Ponce de León signifie littéralement providentielles.

Le nom complet du territoire est Îles Turques-et-Caïques ou, en anglais, Turks and Caicos Islands. Il est normal d’omettre ‘îles’ et de dire simplement ‘Turques-et-Caïques’ ou également ‘TCI’. Ce n’est pas simplement ‘Turques/Turks’, comme certaines personnes le disent. 

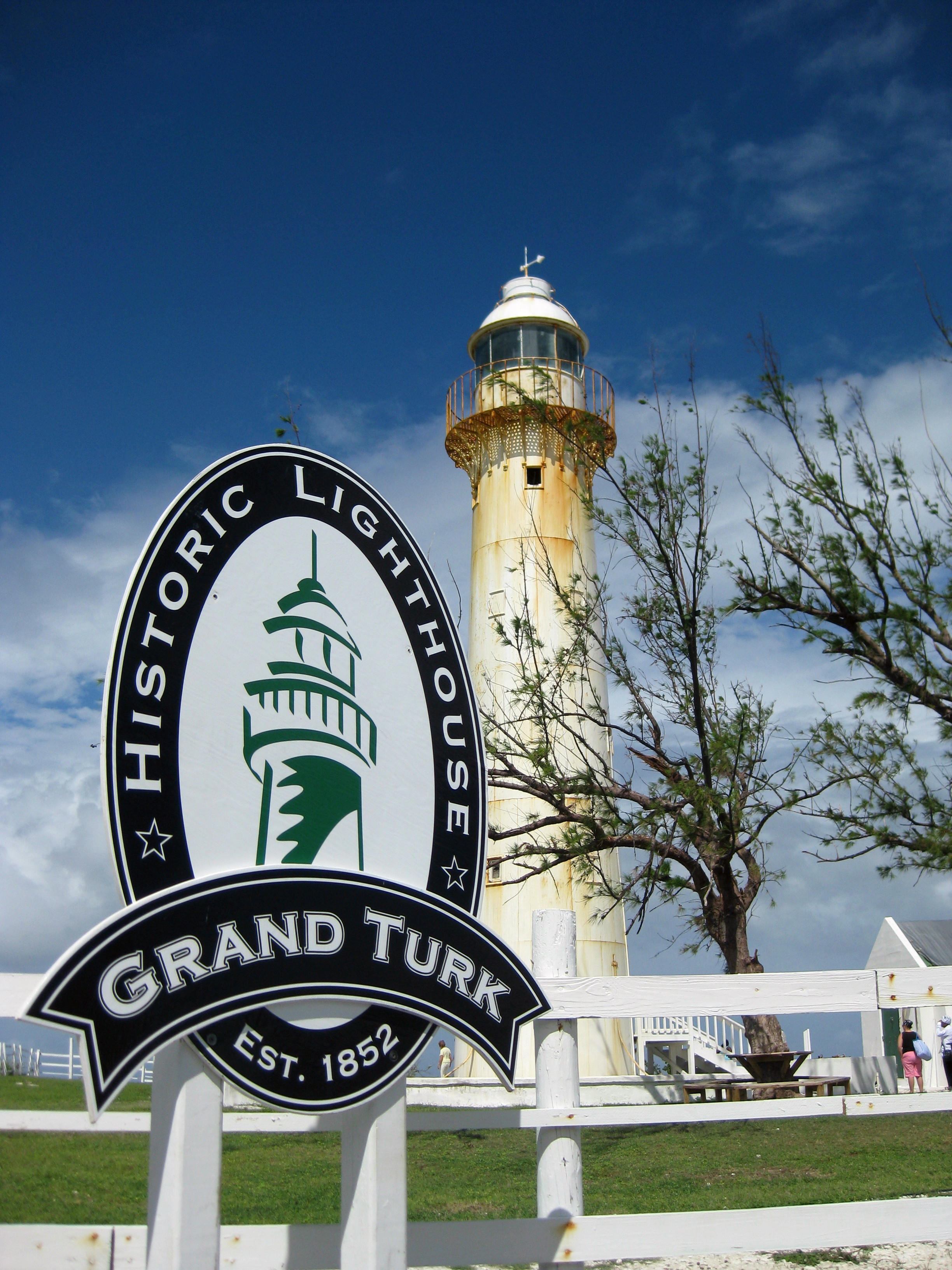
Le phare de 1852 sur Grand Turk

## Géographie
Les Îles Turques-et-Caïques sont composées des îles Turques et des îles Caïques, deux archipels formant l'extrémité sud-est des îles Lucayes, un ensemble d'îles plus vaste dont les autres terres forment les Bahamas et sont généralement rattachées aux Caraïbes, bien qu'elles ne soient pas situées dans la mer des Caraïbes, mais baignées par l'océan Atlantique. Ces îles ne font pas partie des Grandes Antilles malgré leur proximité avec les îles de Cuba et Hispaniola.
Les deux groupes d'îles sont séparés par le Turks Island Passage, un chenal de 45 km de long et profond de plus de 2 000 mètres.
Composé de huit îles principales, d'environ vingt-deux îles plus petites et de nombreux îlots et récifs, l'archipel a une superficie terrestre totale de 616,3 km2 (à marée haute) et de 948 km2 (à marée basse). Les plus hauts sommets des îles sont Blue Hills sur Providenciales et Flamingo Hill sur East Caicos, tous les deux ont une modeste altitude de 49 m.
L'île de West Caicos se situe à 47 km à l'est-nord-est de l'île Little Inagua, aux Bahamas, tandis que Grand Turk est à 166 km au nord des côtes septentrionales de la République dominicaine.
L’environnement végétal des Îles Turks-et-Caïcos se compose de vastes marais et de mangroves qui se sont développées sur un sol calcaire. Ces îles subissent un fort ensoleillement et sont victimes d'une aridité marquée. Elles souffrent également des ouragans, fréquents dans la région.
Principales îles Caïques :
- West Caicos (ou Caïcos occidentale)
- Providenciales
- North Caicos
- Middle Caicos
- East Caicos
- South Caicos
- Little Ambergris Cay
- Great Ambergris Cay
- Pine Cay
- Parrot Cay

Principales îles Turques :
- Grand Turk
- Salt Cay

## Climat
Les Îles Turques-et-Caïques possèdent un climat chaud et sec de type savane tropicale. Les îles reçoivent en général entre 500 et 600 mm d'eau par an. Les jours de pluie sont également peu nombreux, avec 46 jours de pluie annuels. Les îles souffrent donc d'aridité. La saison humide est peu marquée et courte, d'octobre à décembre. À cette période, les précipitations sont maximales avec, pour chacun de ces mois, six jours de pluie. En revanche, la saison sèche, qui s'échelonne de janvier à octobre, connaît des minima de deux jours de pluie comme en mars.
Le climat est très chaud, la température moyenne étant de 29 °C. C'est entre avril et octobre que les températures sont les plus élevées.
Les températures estivales dépassent rarement 33 °C (91 °F) et les températures nocturnes hivernales tombent rarement en dessous de 18 °C (64 °F).
| Mois                              | jan. | fév. | mars | avril | mai | juin | jui. | août | sep. | oct. | nov. | déc. |
| --------------------------------- | ---- | ---- | ---- | ----- | --- | ---- | ---- | ---- | ---- | ---- | ---- | ---- |
| Température minimale moyenne (°C) | 23   | 23   | 23   | 24    | 25  | 26   | 26   | 26   | 26   | 26   | 24   | 24   |
| Température maximale moyenne (°C) | 29   | 29   | 30   | 32    | 31  | 31   | 32   | 33   | 33   | 32   | 31   | 30   |

## Politique et administration
Les îles ne constituent pas un État indépendant mais un territoire d’outre-mer du Royaume-Uni avec pour souverain le roi Charles III. Le monarque y est représenté par un gouverneur qu'il nomme sur conseil du Foreign Office, le ministère des Affaires étrangères et du Commonwealth ayant la charge du territoire au sein du gouvernement britannique. Depuis le 29 juin 2023, la fonction est occupée par Dileeni Daniel-Selvaratnam, qui a précédemment occupé la fonction de gouverneure de l'ile d'Anguilla, autre territoire britannique d'outre-mer des Caraïbes. Elle succède au diplomate Nigel Dakin, qui occupa cette fonction de 2019 à 2023.
Le Premier ministre (en anglais : Premier) est le chef de l'exécutif. Cette fonction est actuellement assurée par Washington Misick du Parti national progressiste (PNP), depuis les élections législatives du 20 février 2021. Ce dernier a déjà occupé ce poste lors d'un premier mandat de 1991 à 1995.
Le territoire connait une instabilité politique durant la première décennie du XXIe siècle. Le gouvernement de l'époque est dirigé par Michael Misick du PNP, et frère cadet de l'actuel titulaire du poste, depuis les élections du 7 août 2003. Ce dernier démissionne en mars 2009 à la suite de graves soupçons de corruption. Il est alors remplacé par Galmo Williams, également membre du PNP. Mais en août 2009, le gouvernement britannique suspend le parlement ainsi que le gouvernement autonome et confie la charge de celui-ci au gouverneur pour une période de deux ans.
Le pouvoir législatif est détenu par une institution monocamérale, le Parlement des Îles Turques-et-Caïques (Parliament) qui comprend 21 membres dont 19 élus au suffrage universel pour un mandat de quatre ans et deux membres de droit.
Le gouvernement britannique, en la personne du gouverneur, demeure responsable des domaines de la défense, des affaires étrangères, de la sécurité interne et des finances extraterritoriales.
La vie politique des îles est dominée par deux partis :
- le Parti progressiste national (PNP : Progressive National Party) de l'actuel chef du gouvernement Washington Misick ;
- le Mouvement démocratique populaire (PDM : People's Democratic Movement)[22].

Le système juridique du territoire est basé sur la Common law anglaise, avec un petit nombre de lois adoptées de la Jamaïque et des Bahamas. Le suffrage est universel pour les personnes de plus de 18 ans. L’anglais est la langue officielle. Grand Turk est la capitale administrative et politique des îles et Cockburn Town est le siège du gouvernement depuis 1766.
Les îles participent à la Banque de développement des Caraïbes. Elles sont associées à la CARICOM et sont membres de l’Union postale universelle. Elles disposent également d'un sous-bureau au sein d'Interpol.
Le Comité spécial des Nations Unies sur la décolonisation inclut le territoire sur la liste des territoires non-autonomes des Nations unies.

### Fête nationale
Le 30 août 1976 est une date importante dans l'histoire récente du territoire. Ce même jour une nouvelle constitution est adoptée et le premier titulaire du poste de Ministre en chef est élu en la personne de James Alexander George Smith McCartney. Depuis, la date du 30 août est celle de la fête nationale, Constitution Day (Jour de la Constitution).

## Constitution
Lorsque la Jamaïque accède à l'indépendante le 6 août 1962, les Îles Turques-et-Caïques, autrefois sous administration jamaïcaine, deviennent une colonie de la Couronne à part entière. À cette fin, un décret est émis accordant aux îles leur propre constitution appropriée à leur statut. Cela a été fait en vertu des dispositions du West Indies Act de 1962. La première Constitution des îles Turques-et-Caïques est ainsi adoptée. La constitution est ensuite modifiée deux fois en 1967 et une fois en 1968 et 1969. Toutefois, une nouvelle constitution est adoptée le 30 août 1976. En 1986, cette constitution est suspendue en réponse aux allégations de faute professionnelle et de corruption parmi le gouvernement et l’opposition. Une nouvelle loi fondamentale est entérinée le 5 mars 1988, puis elle est modifiée en 1993 et de nouveau amendée en 2002. Une nouvelle constitution entre en vigueur en 2006 mais il lui est reproché d'accorder trop de pouvoir discrétionnaire aux ministres du Cabinet. La Constitution est de nouveau suspendue en août 2009 lorsque le Royaume-Uni décide de reprendre le pouvoir direct sur le territoire en réponse aux allégations de corruption gouvernementale. Une nouvelle constitution est rédigée et validée en 2011. Diverses modifications à la constitution de 2006 sont apportées, comme l’attribution des pouvoirs du procureur général sur les poursuites criminelles à un nouveau directeur des poursuites pénales. Elle entre en vigueur le 15 octobre 2012.

## Pouvoir judiciaire
La branche judiciaire du gouvernement est dirigée par une Cour suprême ; les appels sont entendus par la Cour d'appel et les appels finaux par le Comité judiciaire du Conseil privé du Royaume-Uni. Il y a trois juges de la Cour suprême, un juge en chef et deux autres. La cour d'appel est composée d'un président et d'au moins deux juges d'appel.
Les tribunaux de première instance sont les juridictions inférieures et les appels de ces tribunaux sont transmis à la Cour suprême.
Depuis avril 2020, la fonction de juge en chef est assurée par Mabel Agyemang

## Sécurité publique
Le maintien de l'ordre relève principalement de la police royale des Îles Turques-et-Caïques. Les douanes et l’application de la loi à la frontière relèvent de la Force frontalière, qui peut parfois être appuyée par le régiment des Îles Turques-et-Caïques.

## Défense
La défense du territoire relève de la responsabilité du Royaume-Uni. La Royal Navy a un navire en station permanente dans les Caraïbes, le HMS Medway, et envoie en outre un autre navire auxiliaire de la Royal Navy ou de la Royal Fleet dans le cadre de la mission Atlantic Patrol (NORTH). La mission principale de ces navires dans les Caraïbes est de maintenir la souveraineté britannique dans les territoires d’outre-mer, de fournir de l’aide humanitaire et des secours en cas de catastrophe, comme les ouragans, qui sont courants dans la région, et de mener des opérations de lutte contre les stupéfiants,. À l’automne 2022, le navire RFA Tideforce de la Royal Fleet Auxiliary, avec un hélicoptère Wildcat embarqué, est déployé dans les îles pour fournir un soutien à la police royale des Îles Turques-et-Caïques, qui est confrontée à la violence croissante des gangs sur le territoire.

### Régiment des Îles Turques-et-Caïques
Le gouverneur Nigel Dakin annonce début décembre 2019 que les Îles Turques-et-Caïques vont créer leur propre régiment de défense, le Turks and Caicos Islands Regiment (en) , avec l'aide du ministère britannique de la Défense et qu'il sera similaire à ceux de deux autres territoires britanniques d'outre-mer, le Royal Bermuda Regiment (en) et le Cayman Islands Regiment, ce dernier étant également annoncé en même temps. Le régiment, comme ceux des Bermudes et des îles Caïmans, s’emploiera à renforcer la sécurité du pays et recevra une formation en ingénierie et en communication pour faire face aux catastrophes naturelles. À la mi-décembre 2019, une équipe du ministère britannique de la Défense s'installe dans les îles pour initier la création du régiment.
Au printemps 2020, une équipe de sécurité et d'assistance du ministère de la Défense du Royaume-Uni est arrivée dans le territoire pour aider à lutter contre la pandémie de COVID-19, la saison des ouragans de l'Atlantique en 2020 ainsi que pour aider au développement du régiment. Début juin 2020, le lieutenant-colonel Ennis Grant est nommé commandant du nouveau régiment des Îles Turques-et-Caïques.

## Économie
Le tourisme, en particulier dans l'île de Providenciales, la pêche et les services financiers offshore constituent les principales activités économiques de l'archipel. Les principales ressources économiques naturelles sont la langouste et la conque. Historiquement c'est l’industrie du sel, ainsi que les petites exportations d’éponges et de chanvre qui ont maintenu l'économie des îles. Cependant, la croissance démographique était faible et l’économie a dès lors stagné. Le secteur économique se développe dans les années 1960, lorsque des investisseurs américains arrivent à Providenciales, y financent la construction d’une piste d’atterrissage et construisent le premier hôtel de l’archipel, "The Third Turtle". Un petit nombre de touristes commence dès lors à séjourner dans cette île, complétant ainsi les revenus de l'extraction du sel. Peu après, le Club Med édifie un complexe hôtelier à Grace Bay, à Providenciales et puis finance dans les années 1980 la modernisation de la piste d’atterrissage pour permettre la déserte d’avions gros porteurs. Depuis, le tourisme augmente graduellement avec notamment la construction de nombreux hôtels et resorts de luxe. En 2021, le nombre de touristes, majoritairement nord-américains et britanniques, s'élève à 431 237 personnes, dont 26 573 croisiéristes.
En 2021, le PIB s'élève à 943,2 millions de dollars US et le PIB par habitant est de 23 628 dollars. Le montant des exportations est de 11,3 millions de dollars et celui des importations de est 474,7 millions de dollars.
L'archipel dispose de quantité limitée d'eaux souterraines. De ce fait, les habitants ont pour habitude d'installer des citernes afin de recueillir l'eau de pluie destinée à l'irrigation des végétaux.
En 2022, le territoire est considéré comme un paradis fiscal notamment du fait d'un taux d'imposition sur les sociétés nul. L'Union européenne le fait figurer sur sa liste de pays et territoires non coopératifs à des fins fiscales régulièrement mise à jour depuis.

## Transports
L’aéroport international de Providenciales est le principal point d’entrée de l'archipel. Également connu sous le nom de "Provo Airport", il est exploité par la Turks and Caicos Islands Airports Authority (TCIAA). L’aéroport international JAGS McCartney dessert la capitale, Cockburn Town, sur l’île de Grand Turk. Il a été nommé en l'honneur du premier Ministre en chef du territoire et figure importante de l'histoire récente des îles. Au total, il y a sept aéroports, situés sur chacune des îles habitées. Cinq ont des pistes en dur et les deux autres ont des pistes non goudronnées.
Il y a 121 kilomètres de route, dont 24 km goudronnées, en particulier à Grand Turk et Providenciales, et 97 km en terre. Comme dans les îles Vierges américaines et les îles Vierges britanniques, la conduite se fait sur la gauche dans les îles.
Les principaux ports internationaux du territoire se trouvent à Grand Turk et Providenciales.
Les îles n’ont pas de voies ferrées. Toutefois au début du siècle dernier, un chemin de fer tiré par des mulets était exploité à East Caicos pour transporter le sisal de la plantation jusqu'au port de Jacksonville. Des locomotives à vapeur ont ensuite été utilisées. Il était toujours en activité en 1912. Après la fin de la production de sisal, le bourg et le chemin de fer ont été abandonnés et l’île est devenue inhabitée. Il est possible aujourd’hui de visiter les ruines du village car elles sont toujours bien visibles et la ligne de chemin de fer peut être d'ailleurs clairement suivie dans le domaine.

## Biodiversité
Les deux archipels sont un haut lieu de la biodiversité. Les îles ont de nombreuses espèces endémiques et d’autres d’importance internationale, en raison des conditions créées par le plus ancien développement de marais salants établi dans les Caraïbes. La variété des espèces comprend un certain nombre d’espèces endémiques de lézards, de serpents, d’insectes et de plantes, et d’organismes marins; en plus d’être une aire de reproduction importante pour les oiseaux de mer.
Les gouvernements du Royaume-Uni et du territoire sont conjointement responsables de la conservation et de la préservation afin de respecter les obligations découlant des conventions environnementales internationales.
En raison de cette importance, les îles figurent sur la liste provisoire du Royaume-Uni pour les futurs sites du patrimoine mondial de l’UNESCO.

## Patrimoine

### Patrimoine civil
- Le musée national des îles Turques-et-Caïques à Cockburn Town, fondé dans les années 1980 et ouvert en 1991, expose la culture préhistorique des Lucayens et conserve l'histoire des îles de l'ère coloniale et le commerce des esclaves.
- La Plantation de Cheshire Hall, ancienne plantation de coton en ruines de la fin des années 1700 située au nord de Five Cays.
- La Plantation de Haulover, ancienne plantation de coton fondée en 1791 située au nord de l'île de Middle Caicos.
- La Plantation de Wade's Green, ancienne plantation de coton fondée en 1789 située à Kew.

### Patrimoine religieux
- L'église de la Sainte-Croix à Cockburn Town, qui propose des messes en créole, en anglais et en espagnol.

## Population

### Démographie
La population du territoire, dont vingt-deux îles sur trente sont habitées, est estimée à 46 131 habitants en 2021. Il s'agit d'une croissance constante puisque les îles comptaient, en effet, 19 986 habitants en 2001, 36 605 en 2008, 32 199 en 2012, 36 689 en 2015 et 41 369 en 2018. La plupart des immigrants récents, légaux et illégaux, viennent de pays voisins : Haïti, la République dominicaine et Cuba. Toutefois, on remarque également un mouvement de population depuis le Canada et l'Afrique du Sud. Les îles les plus peuplées sont Grand Turk et Providenciales. Elles rassemblent à elles seules les deux tiers des habitants.
La très grande majorité de la population est composée de Noirs d'origine africaine ou de Métis Afro-Caribéens (représentant 95 % de la population), et d'un millier de Blancs. Ceux-ci sont essentiellement des Britanniques (0,9 %) et des Américains (3,4 %). Ces derniers résident près d'une base d'observation des engins téléguidés, installée sur Grand Turk depuis 1952, à la suite d'un accord entre le Royaume-Uni et le gouvernement des États-Unis.

### Gentilé
Le nom des habitants est Insulaire des Îles Turques-et-Caïques (en anglais Turks and Caicos Islander).

### Langues
La grande majorité des Afro-Caribéens, soit plus de 80 % de la population, parle le créole des Îles Turques-et-Caïques. Il est apparenté en particulier à celui des Bahamas et dans une moindre mesure à ceux de la Jamaïque et de Tobago. Ce créole est appelé en anglais Turks and Caicos Creole English (« créole anglais des Turques-et-Caïques »). Bien que parlée par la majorité de la population, cette langue ne bénéficie d'aucun statut officiel. Comme tous les créoles des Antilles, celui-ci s'appuie sur la grammaire africaine, tout en utilisant massivement un vocabulaire issu de l'anglais. Les autres langues parlées dans les îles, outre l'anglais standard, sont l'espagnol et le créole haïtien du fait de la présence de personnes originaires d'Haïti et de pays hispanophones. Ces populations participent à l'évolution du vocabulaire du créole des Îles Turques-et-Caïques.
En ce qui a trait aux écoles, c'est l'anglais standard qui sert d'unique langue d'enseignement. D'ailleurs, le système est calqué sur le système britannique, y compris les manuels. En outre, certains jeunes immigrants bénéficient de cours d'anglais avant leur admission dans les écoles publiques.
Par ailleurs, la plupart des habitants parlent également l'anglais mais l'utilisent comme seconde langue. Le gouvernement local perpétue l'usage en vigueur depuis le début de la colonie en ce sens que l'anglais est la seule langue admise à l'Assemblée législative, dans l'administration, les tribunaux et l'éducation. En réalité, même si le territoire est régi par les lois anglaises, les habitants continuent de parler le créole local, que ce soit dans les tribunaux ou l'administration, avec l'assentiment des membres de ces institutions.

### Religions
La majorité de la population des îles est chrétienne. Sont représentés : les protestants (72,8 %), les baptistes (35,8 %), les évangélistes (11,7 %), les catholiques romains (11,4 %), les anglicans (10 %), les méthodistes (9,3 %), les adventistes du septième jour (6 %), les témoins de Jéhovah (1,8 %) et les autres confessions (14 %), dont les hindouistes, les juifs, les musulmans…

## Éducation
L'enseignement primaire couvre les huit premières années de la vie scolaire de l’enfant. Le programme secondaire couvre les cinq dernières années de la vie scolaire obligatoire. Il y a quatorze écoles publiques dans les îles. Dix sont des écoles primaires et quatre établissements secondaires.
Le Turks and Caicos Islands Community College est un collège communautaire composé de deux campus, l'un à Grand Turk et l'autre à Providenciales. Il offre l'enseignement supérieur aux étudiants qui ont terminé avec succès leurs études secondaires. Le collège communautaire supervise également un programme d'alphabétisation des adultes.